# Флитто
Флитто (англ. Flitto, произв. от Flitter — «порхание») — краудсорсинговая платформа переводов (iOS, Android, web), где пользователи могут запрашивать перевод с разных языков у других пользователей, которые этими языками владеют. Сервис поддерживает перевод текстов, изображений и голосовых записей.
Флитто используют более 5 млн пользователей в 170 странах со всего мира, ежедневно через сервис Флитто проходят около 300,000 запросов на перевод.
Цель Флитто — преодолеть языковые барьеры. Его роль в том, чтобы заменить несовершенный «машинный» перевод переводом, выполненным людьми. Машинный переводчик имеет свои недостатки и ограничения, он не всегда может правильно выразить суть и не различает культурных различий в переводах.
Платформа предлагает 2 роли для пользователей: роль запросчика и роль переводчика. Для роли переводчика предлагается указать в настройках те языки, которыми он владеет, для того, чтобы система автоматически посылала уведомления о новых запросах на перевод на тот язык или с того языка, которым владеет пользователь. В качестве развлекательного материала платформа предлагает различные контенты, такие как страницы звезд в социальных сетях, вебтуны, развлекательные статьи и др. Пользователям предлагается переводить эти контенты на языки, которыми они владеют.
На сегодняшний день Флитто поддерживает 18 языков: английский, арабский, вьетнамский, индонезийский, испанский, итальянский, китайский (традиционный и упрощенный), корейский, немецкий, португальский, русский, тагальский, тайский, турецкий, французский, хинди и японский.

## История
Компания Флитто была создана в августе 2012 года. С начала своей деятельности компания работала с такими крупными компаниями, как Microsoft, JYP, Google и Naver.
Практически сразу после основания компания прошла выбор для лондонской программы по акселерации стартапов SpringBoard London (сейчас — Techstars London), что делает её первой компанией в Азии, которая стала частью сети TechStars. Компания развивалась очень быстро и привлекла внимание мировой инновационной индустрии, выигравая различные конкурсы, в том числе престижный глобальный конкурс среди начинающих компаний Seedstars World, организованный Morrison Foerster (Лондон), который проходил в Женеве (Швейцария), а также конкурс IDEAS Show, проходивший в Тайбэе (Тайвань). Глобальные СМИ, включая CNN International, представили Флитто как одного из «технологических гигантов» Южной Кореи, ссылаясь на инновационный сервис и современные технологии компании.
2012.08 — дата создания Флитто

2012.09 — Флитто получила стартовые инвестиции от компании DSC Investment объёмом $500,000

2012.09 — Флитто была выбрана для участия в лондонской программе по акселерации стартапов Techstars London (первая компания в Азии, которая стала частью сети TechStars)

2012.12 — первая азиатская компания, которая получила шанс установить отношения с инвесторами Силиконовой долины

2012.12 — Флитто вошла в пятерку финалистов 2012 Springboard Demo Day после демонстрации её инновационного продукта инвесторам Силиконовой долины

2012.12 — первая азиатская компания, которая провела презентацию по привлечению инвесторов в головном офисе Фэйсбук

2013.03 — была выбрана участником корейского павильона на фестивале South by Southwest (SXSW) 2013

2013.05 — Министерство науки, информационно-коммуникационных технологий и планирования Кореи выбрало Флитто в качестве компании, которая будет представлять креативную экономику страны

2013.07 — Флитто открыла собственный офис в Силиконовой долине

2013.08 — Флитто была удостоена представлять Сеул на швейцарском конкурсе Seedstars World

2013.09 — была выбрана участником корейского павильона на мероприятии TechCrunch SF 2013

2013.09 — официальный запуск Флитто на Techcrunch Disrupt

2013.12 — выбрана в качестве «Лучшего стартапа» глобальной программой Global K-Startup Program, организованной Корейским агентством по безопасности функционирования Интернета и техническим центром «Plug and Play»

2015.04 — открытие нового офиса в Пекине, Китай
Сейчас компания имеет более 5,0 миллионов пользователей, поддерживает 18 различных языков и имеет представительство в Китае.

## Учредители
Саймон Ли является генеральным директором компании Флитто и её учредителем совместно с Дэном Канг и Джином Ким. Его страсть к языкам началась в молодом возрасте, так как он прожил большую часть своей жизни за границей. Будучи студентом университета, в 2007 году, он сделал первый шаг в предпринимательской деятельности и основал свою первую компанию «Flyingcane», краудсорсинговый веб-сайт для путешественников, что в конечном итоге привело его к созданию Флитто. Во время своей работы в крупной корейской компании SK Telecom с 2009 по 2011, он возглавлял штатное коммерческое предприятие «Planet B612», а затем, с 2011 по 2013 год, работал в качестве венчурного инвестора в SK Planet, дочерней компании SK Telecom.

## Краудсорсинговые переводы

### Баллы
Платформа Флитто основана с целью создания возможности людям помогать друг другу с переводами. Основой мыслью проекта является то, что машинный перевод никогда не заменит перевода, выполненного людьми. Для стимуляции была создана система вознаграждения Баллами. То есть, при запросе на перевод, человек сам выбирает, сколько Баллов он хочет предложить за тот или иной перевод. Нет ограничения по тому, сколько Баллов может предлагать запросчик, однако, система подсказывает рекомендованное количество Баллов, а так как все пользователи знают приблизительную «стоимость», то шансы на то, что никто не станет переводить за «копейки», есть. Тем не менее, многим пользователям нравится переводить и за «бесплатно», из спортивного интереса. При регистрации на Флитто в подарок предлагается 2 бесплатных перевода.
Баллы можно либо купить через кредитную карту и мобильный телефон (только в Корее), Пэйпэл и Alipay, либо заработать на переводах в случае, если перевод будет выбран.
Несмотря на то, что система в основном подразумевает волонтерскую помощь в переводах, пользователи увидели возможность заработка на Флитто. Так, при общем количестве Баллов 50,000 и более есть возможность обменять Баллы на деньги. При достаточном интересе пользователей и большом количестве запросов на перевод Флитто имеет возможность вырасти в постоянный источник заработка для переводчиков со всего мира.

### Перевод текстов
Пользователи могут запрашивать перевод короткого текста (до 260 символов) на 18 поддерживаемых языках. Флитто рекомендует необходимое количество Баллов за перевод, однако пользователи могут поменять количество по их усмотрению. Запрос отправляется другим пользователм, которые указали выбранные языки в числе языков, которыми они владеют, тем самым позволяя им заработать Баллы.
Перевод длинного текста поддерживается на 14 языках: английский, арабский, вьетнамский, индонезийский, испанский, китайский (традиционный и упрощенный), корейский, немецкий, русский, тагальский, тайский, французский и японский. Введённый текст автоматически делится на короткие части (можно поменять вручную), которые потом будут отправлены разным пользователям на перевод; это помогает сократить время для перевода, потому что несколько человек работают над ним одновременно. Чтобы перевод получился более плавным и точным, запросчик может оставить комментарий к запросу. Переводчики имеют возможность читать весь длинный текст целиком, а также смотреть на переводы других частей длинного текста.

### Перевод изображений
Иногда запрашивать перевод текста бывает обременительным, пользователи не хотят или не могут вводить текст вручную. В таких случаях Флитто предлагает воспользоваться функцией перевода изображения. Для этого просто необходимо снять изображение и отправить запрос. Также, используя функцию GPS, пользователи могут увидеть перевод других изображений, по которым был уже отправлен запрос другими пользователями, недалеко от места, в котором находится изображение.

### Перевод голосовых записей
Пользователи, помимо прочего, могут записать голосовую запись и запросить её перевод на Флитто.

## Перевод 1:1
Флитто помогает связать профессиональных переводчиков из разных областей, таких как литература, наука, технологии и др. с людьми/компаниями, которым нужен наиболее качественный перевод, путём предоставления сервиса Переводчик 1:1. Сервис переводчик 1:1 позволяет пользователям выбирать переводчика напрямую, опираясь на основные критерии выбора, а именно цена, специализация, крайний срок перевода. Этот сервис особенно подходит тем, для кого важна конфиденциальность перевода. Сервисом переводчик 1:1 могут пользоваться как запросчики, так и переводчики через веб-сайт Флитто. Запросчик выигрывает, получая наиболее качественный, быстрый и недорогой перевод, выполненный профессионалом; широкий выбор среди переводчиков (более 1,000 переводчиков); опцию прямой переписки с переводчиком, который занимается переводом, через 1:1 мессенджер. Переводчик выигрывает, получая самую низкую комиссию за сервис и свободу выбора проекта, над которым интересно работать.

## Другие функции

### Discovery (SNS/ контенты)
Флитто предлагает поклонникам популярных артистов, ТВ-каналов, шоу и даже компаний следить за обновлениями их аккаунтов в социальных сетях и переводить на свой родной язык. На сегодняшний день Флитто поддерживает такие социальные сети, как Твиттер, Инстаграм и Вейбо. Такие знаменитости, как поп-звезда Сай и бразильский писатель Пауло Коэльо, а также президент Южной Кореи Пак Кын Хе публично одобрительно отозвались о Флитто.
Некоторые знаменитости оставляют на Флитто голосовые записи для своих поклонников через зарегистрированный аккаунт на твиттере, которые затем переводятся на 18 доступных языков. Таким образом знаменитости общаются со своими поклонниками с разных стран, а они в то же время могут поделиться этими запиясми в своих социальных сетях. Этой функцией Флитто уже пользуются такие корейские знаменитости как члены группы Super Junior Henry и Siwon, Teen Top, Block B, G.NA и др.
Развлекательные контенты Флитто обновляются ежедневно, заполняясь новыми интересными статьями, новостями, информацией со всего мира. Пользователи могут переводить эту секцию на свой родной язык.

### Магазин
В Магазине Флитто пользователи могут купить Баллы для запросов на перевод. Помимо этого, пользователи имеют возможность обналичивать свои Баллы, покупать продукты, предлагаемые в магазине, а также участвовать в текущих благотворительных акциях. Флитто сотрудничает с благотворительной организацией Plan, акции меняются каждый год.
Время от времени Флитто проводит мероприятия, на которых можно выиграть достойные призы, такие как Apple iPhone, ноутбук, авиабилет и др.

### QR код
Пользователи могут получить перевод, просто отсканировав QR код с приложения Флитто. Получить перевод можно даже без входа в систему. На сегодня QR коды Флитто широко используются владельцами магазинов и ресторанов в туристических окрестностях Сеула, включая Мёндон, Хондэ, и Инсадонг.

## Награды и достижения
2012.10 — 1-е место в глобальном конкурсе Innovative Tech Startup, организованном Morrison Foerster (Лондон)

2013.05 — 1-е место в конкурсе Mobile Start-up Korea Superstar, организованном MK News

2013.10 — выбрана правительством Израиля для представления Кореи на соревновании Start Tel Aviv (Championship)

2013.12 — выиграла финальное соревнование в программе кастинга стартапов Golden Pentagon (KBS)

2013.12 — выиграла соревнование стартапов 2013 года, организованное Министерством науки, информационно-коммуникационных технологий и планирования Кореи

2014.02 — выиграла на швейцарском конкурсе Seedstars World

2014.07 — удостоилась специальной награды судей на конкурсе IDEAS Show, проходившем в Тайбэе (Тайвань)

2015.10 — выиграла конкурс DemoTheWorld и получила лицензию Acquired ICP License (Китай)

## Упоминание в зарубежной прессе
2013.03 — была упомянута в статье выпуска журнала Kansas City Business Journal как одна из «Топ 7 вещей, которые Вы пропустили на фестивале SXSW»

2014.09 — упомянута в статье CNN Интернэшел «Технологические гиганты Кореи»

2015.01 — упомянута в статье Tech In Asia «Путь корейского предпринимателя от переводов твитов звезд корейской поп-индустрии до торговли данных переводов интернет-гигантам»

2015.04 — представлена в первом эпизоде серий BBC «Истории успеха», а также в статье под названием «От домашних заданий до создания глобального бизнеса».

## Благотворительность
Проект Поддержки на Образование Детей для Мокен

Скажите Намастэ и пусть ваше сердце говорит с Непалом